# Liste des villes de la région métropolitaine de Brisbane

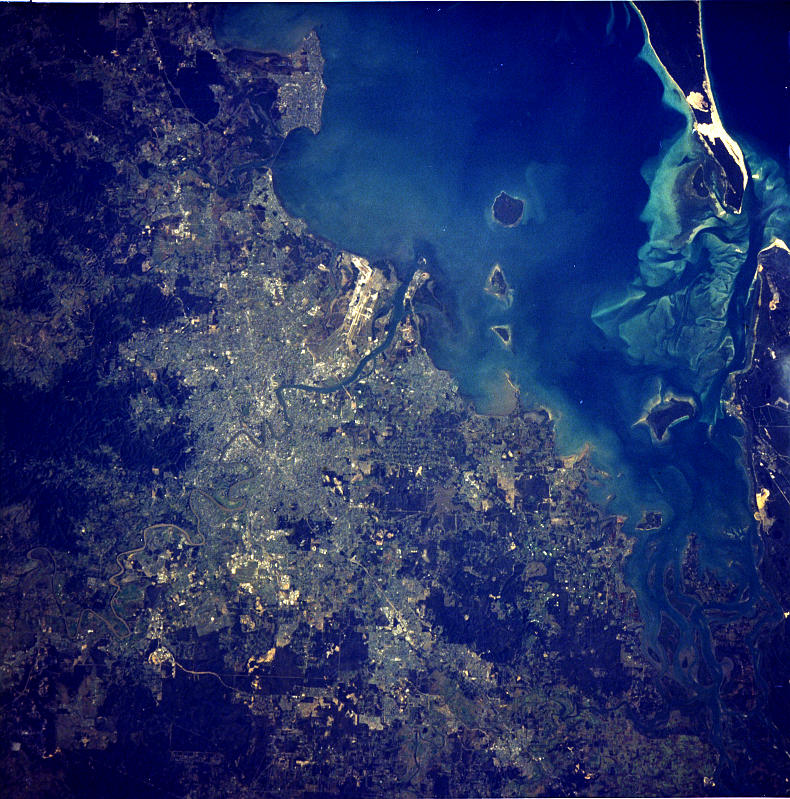
Image satellite de la région métropolitaine de Brisbane. Centré sur la ville de Brisbane depuis la péninsule de Redcliffe au nord, D'Aguilar National Park à l'ouest, l'île Moreton et les îles Stradbroke à l'est, et Logan City au sud.

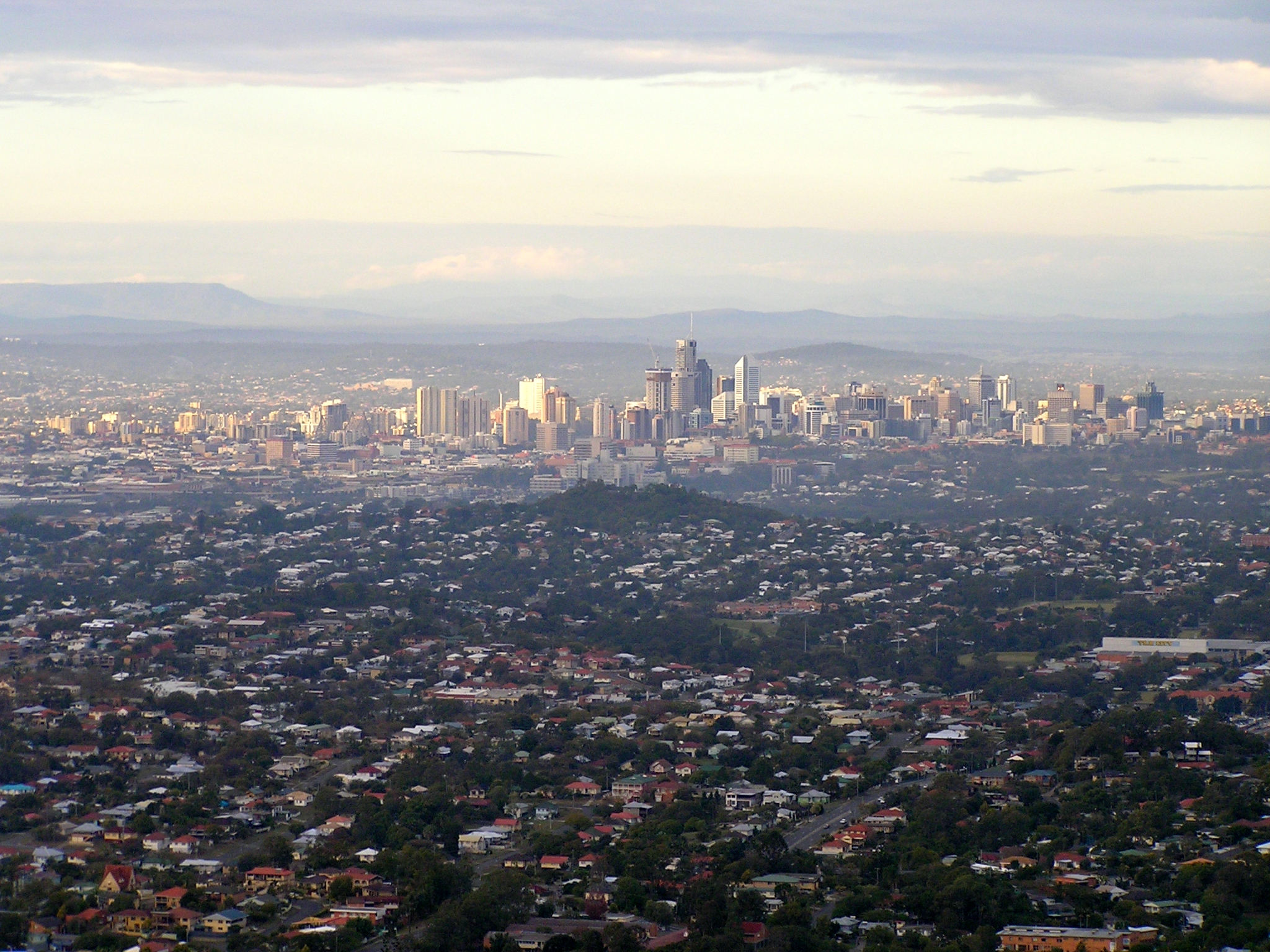
Le centre d'affaires de Brisbane vu depuis les airs.

Ceci est une liste de près de 450 villes de la banlieue de Brisbane en Australie. La région métropolitaine de Brisbane correspond à la Brisbane Statistical Division utilisée par le bureau australien des statistiques, et comprend les zones de gouvernement local suivantes, avec leur population en 2010 :
- Ville de Brisbane (1,067,279)
- Ville d'Ipswich (168,131)
- Logan City (282,673)
- Région de la baie Moreton (382,280)
- Redland City (142,822).

## Voir aussi

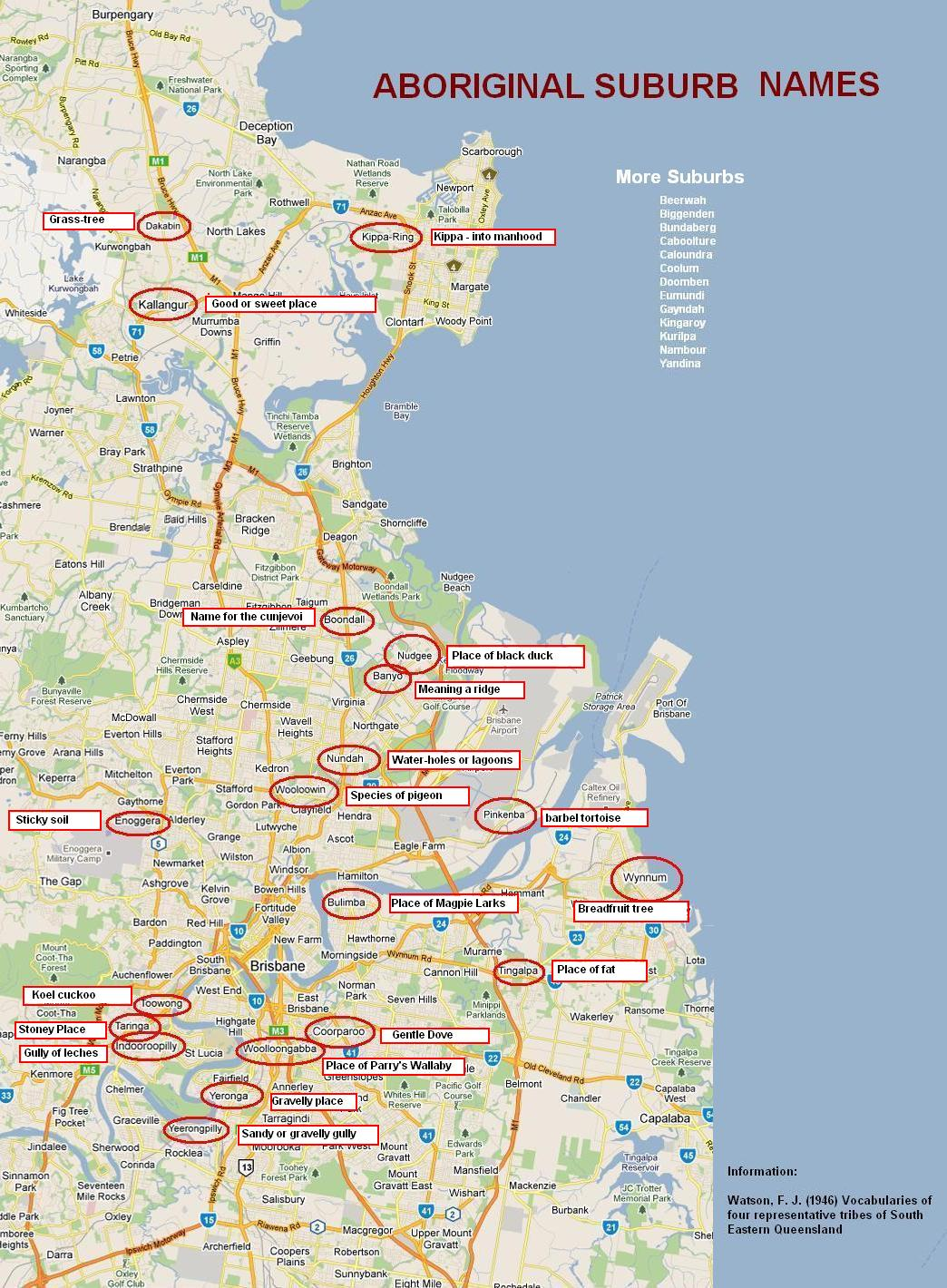
Carte des Banlieues de Brisbane ayant des noms aborigènes.

## Ville de Brisbane

### Quartiers de la ville
Bowen Hills –
Centre d'affaires de Brisbane–
East Brisbane (en) –
Fortitude Valley –
Herston (en) –
Highgate Hill –
Kangaroo Point (en) –
Kelvin Grove (en) –
New Farm (en) –
Newstead –
Paddington –
Petrie Terrace (en) –
Red Hill –
South Brisbane (en) –
Spring Hill (en) –
Teneriffe –
West End –
Woolloongabba (en)
Total: 18

### Banlieue nord
Albion (en) –
Alderley (en) –
Ascot (en) –
Aspley (en) –
Bald Hills (en) –
Banyo (en) –
Boondall (en) –
Bracken Ridge (en) –
Bridgeman Downs (en) –
Brighton (en) –
Brisbane Airport –
Carseldine (en) –
Chermside (en) –
Chermside West (en) –
Clayfield (en) –
Deagon (en) –
Eagle Farm (en) –
Everton Park (en) –
Fitzgibbon –
Gaythorne –
Geebung (en) –
Gordon Park (en) –
Grange (en) –
Hamilton –
Hendra (en) –
Kedron (en) –
Keperra (en) –
Lutwyche (en) –
McDowall (en) –
Mitchelton (en) –
Myrtletown (en) –
Newmarket (en) –
Northgate (en) –
Nudgee (en) –
Nudgee Beach (en) –
Nundah (en) –
Pinkenba (en) –
Sandgate (en) –
Shorncliffe (en) –
Stafford (en) –
Stafford Heights (en) –
Taigum (en) –
Virginia (en) –
Wavell Heights (en) –
Wilston (en) –
Windsor (en) –
Wooloowin (en) –
Zillmere (en)
Total: 48

### Banlieue sud
Acacia Ridge –
Algester –
Annerley –
Archerfield –
Burbank –
Calamvale –
Carole Park –
Coopers Plains –
Darra –
Doolandella –
Drewvale –
Durack –
Dutton Park –
Eight Mile Plains –
Ellen Grove –
Fairfield –
Forest Lake –
Greenslopes –
Heathwood –
Holland Park –
Holland Park West –
Inala –
Karawatha –
Kuraby –
Larapinta –
Macgregor –
Mackenzie –
Mansfield –
Moorooka –
Mount Gravatt –
Mount Gravatt East –
Nathan –
Pallara –
Parkinson –
Richlands –
Robertson –
Rochedale –
Rocklea –
Runcorn –
Salisbury –
Seventeen Mile Rocks –
Sinnamon Park –
Stretton –
Sumner –
Sunnybank –
Sunnybank Hills –
Tarragindi –
Tennyson –
Upper Mount Gravatt –
Wacol –
Willawong –
Wishart –
Yeerongpilly –
Yeronga
Total: 54

### Banlieue est
Balmoral –
Belmont –
Bulimba –
Camp Hill –
Cannon Hill –
Carina –
Carina Heights –
Carindale –
Chandler –
Coorparoo –
Gumdale –
Hawthorne –
Hemmant –
Lota –
Lytton –
Manly –
Manly West –
Moreton Island –
Morningside –
Murarrie –
Norman Park –
Port of Brisbane –
Ransome –
Seven Hills –
Tingalpa –
Wakerley –
Wynnum –
Wynnum West
Total: 28

### Banlieue ouest
Anstead –
Ashgrove –
Auchenflower –
Bardon –
Bellbowrie –
Brookfield –
Chapel Hill –
Chelmer –
Chuwar –
Corinda –
Enoggera –
Enoggera Reservoir –
Ferny Grove –
Fig Tree Pocket –
Graceville –
Indooroopilly –
Jamboree Heights –
Jindalee –
Karana Downs –
Kenmore –
Kenmore Hills –
Kholo –
Lake Manchester –
Middle Park –
Milton –
Moggill –
Mount Coot-tha –
Mount Crosby –
Mount Ommaney –
Oxley –
Pinjarra Hills –
Pullenvale –
Riverhills –
Sherwood –
Sinnamon Park –
St Lucia –
Taringa –
The Gap –
Toowong –
Upper Brookfield –
Upper Kedron –
Westlake
Total: 42

## Ville d'Ipswich

### Urbanité
Augustine Heights –
Barellan Point –
Basin Pocket –
Bellbird Park –
Blacksoil –
Blackstone –
Booval –
Brassall –
Brookwater –
Bundamba –
Camira –
Churchill –
Chuwar –
Coalfalls –
Collingwood Park –
Dinmore –
East Ipswich –
Eastern Heights –
Ebbw Vale –
Flinders View –
Gailes –
Goodna –
Ipswich –
Karalee –
Karrabin –
Leichhardt –
Moores Pocket –
Muirlea –
New Chum –
Newtown –
North Booval –
North Ipswich –
North Tivoli –
One Mile –
Raceview –
Redbank –
Redbank Plains –
Riverview –
Sadliers Crossing –
Silkstone –
Springfield –
Springfield Central –
Springfield Lakes –
Tivoli –
West Ipswich –
Woodend –
Wulkuraka –
Yamanto
Total: 48

### Villes rurales
Amberley –
Ashwell –
Calvert –
Deebing Heights –
Ebenezer –
Goolman –
Grandchester –
Haigslea –
Ironbark –
Jeebropilly –
Lanefield –
Marburg –
Mount Forbes –
Mount Marrow –
Mutdapilly –
Pine Mountain –
Purga –
Ripley –
Rosewood –
South Ripley –
Spring Mountain –
Swanbank –
Tallegalla –
Thagoona –
The Bluff –
Walloon –
White Rock –
Willowbank –
Woolshed
Total: 29

## Logan City
Bahrs Scrub –
Bannockburn –
Beenleigh –
Belivah –
Berrinba –
Bethania –
Boronia Heights –
Browns Plains –
Buccan –
Carbrook –
Cedar Creek –
Cedar Grove –
Cedar Vale –
Chambers Flat –
Cornubia –
Crestmead –
Daisy Hill –
Eagleby –
Edens Landing –
Forestdale –
Greenbank –
Heritage Park –
Hillcrest –
Holmview –
Jimboomba –
Kagaru –
Kingston –
Logan Central –
Logan Reserve –
Logan Village –
Loganholme –
Loganlea –
Lyons –
Marsden –
Meadowbrook –
Mount Warren Park –
Mundoolun –
Munruben –
New Beith –
North Maclean –
Park Ridge South –
Park Ridge –
Priestdale –
Regents Park –
Rochedale South –
Shailer Park –
Slacks Creek –
South Maclean –
Springwood –
Stockleigh –
Tamborine –
Tanah Merah –
Underwood –
Undullah –
Veresdale Scrub –
Veresdale –
Waterford West –
Waterford –
Windaroo –
Wolffdene –
Woodhill –
Woodridge –
Yarrabilba
Total: 63

## Redland City
Alexandra Hills –
Amity Point –
Birkdale –
Capalaba –
Cleveland –
Coochiemudlo Island –
Dunwich –
Karragarra Island –
Lamb Island –
Macleay Island –
Mount Cotton –
North Stradbroke Island –
Ormiston –
Point Lookout –
Redland Bay –
Russell Island –
Sheldon –
Thorneside –
Thornlands –
Victoria Point –
Wellington Point
Total: 22

## Région de la baie Moreton

### Urbanité
Albany Creek –
Arana Hills –
Banksia Beach –
Beachmere –
Bellara –
Bongaree –
Bray Park –
Brendale –
Bunya –
Burpengary –
Caboolture –
Caboolture South –
Cashmere –
Clontarf –
Dakabin –
Deception Bay –
Eatons Hill –
Elimbah –
Everton Hills –
Ferny Hills –
Godwin Beach –
Griffin –
Joyner –
Kallangur –
Kippa-Ring –
Kurwongbah –
Lawnton –
Mango Hill –
Margate –
Moodlu –
Morayfield –
Murrumba Downs –
Narangba –
Newport –
Ningi –
North Lakes –
Petrie –
Redcliffe –
Rothwell –
Sandstone Point –
Scarborough –
Strathpine –
Upper Caboolture –
Warner –
Whiteside –
Woody Point –
Woorim
Total: 47

### Villes rurales
Armstrong Creek –
Bellmere –
Bellthorpe –
Booroobin –
Bracalba –
Camp Mountain –
Campbells Pocket –
Cedar Creek –
Cedarton –
Clear Mountain –
Closeburn –
Commissioners Flat –
D'Aguilar –
Dayboro –
Delaneys Creek –
Donnybrook –
Draper –
Highvale –
Jollys Lookout –
King Scrub –
Kobble Creek –
Laceys Creek –
Meldale –
Moorina –
Mount Delaney –
Mount Glorious –
Mount Mee –
Mount Nebo –
Mount Pleasant –
Mount Samson –
Neurum –
Ocean View –
Rocksberg –
Rush Creek –
Samford Valley –
Samford Village –
Samsonvale –
Stanmore –
Stony Creek –
Toorbul –
Wamuran Basin –
Wamuran –
Welsby –
White Patch –
Wights Mountain –
Woodford –
Yugar
Total: 47